# Gran Premio di Cina 2024
Il Gran Premio di Cina 2024 è stata la quinta prova della stagione 2024 del campionato mondiale di Formula 1. La gara si è tenuta domenica 21 aprile sul circuito di Shanghai ed è stata vinta dall'olandese Max Verstappen su Red Bull Racing-Honda RBPT, al cinquantottesimo Gran Premio in carriera; Verstappen ha preceduto all'arrivo il britannico Lando Norris su McLaren-Mercedes, e il suo compagno di squadra, il messicano Sergio Pérez.
All'intero weekend di gara hanno assistito 200 000 spettatori, il dato più alto per numero di presenze sul circuito di Shanghai dall'edizione del 2005, caratterizzata da una presenza record di 270 000 spettatori.

## Vigilia

### Sviluppi futuri
La settimana precedente alla disputa della gara, la Federazione pubblica il calendario della successiva stagione. È la prima volta che il calendario del successivo campionato viene reso noto con così largo anticipo nel corso della stagione. Il settantacinquesimo campionato della storia della Formula 1 sarà caratterizzato dagli stessi ventiquattro appuntamenti di quello attuale. Esso inizierà con due settimane di ritardo rispetto al 2024, il 16 marzo, col Gran Premio d'Australia, per la prima volta dal 2019, per concludersi prima, il 7 dicembre, col tradizionale Gran Premio di Abu Dhabi. Il Gran Premio di Cina viene posto come secondo appuntamento a marzo, mentre quelli di Bahrein e Arabia Saudita sono spostati in aprile per accomodare il Ramadan, e tornano a disputarsi di domenica. I Gran Premi del Canada e Spagna vengono invertiti, così come quelli d'Ungheria e Belgio, con la gara ungherese programmata quale ultima prova prima della pausa estiva. Tre settimane di sosta sono programmate nel mese di luglio tra il Gran Premio di Gran Bretagna e la gara belga invece che tra settembre e ottobre come nell'attuale stagione. La Federazione continua a regionalizzare i vari eventi e di rendere più sostenibile la logistica: la gara in Bahrein, programmata quale quarta prova, sarà al centro di una tripletta che inizierà col Gran Premio del Giappone e finirà in Arabia Saudita. Le altre due triplette sono previste tra il Gran Premio dell'Emilia-Romagna e il Gran Premio di Spagna, e tra il Gran Premio di Las Vegas e l'ultima gara ad Abu Dhabi. Sei Gran Premi saranno caratterizzati dall'utilizzo del weekend di gara in cui disputare la Sprint, come nel 2024. Il Gran Premio di Russia era sotto contratto per figurare nel calendario del 2025, ma l'accordo per le future edizioni fu terminato nella stagione precedente a seguito dell'invasione russa dell'Ucraina.

### Aspetti tecnici
Per questo Gran Premio la Pirelli, fornitore unico degli pneumatici, offre la scelta tra gomme di mescola C2, C3 e C4, la tipologia di pneumatici che caratterizza la gamma centrale del genere di coperture messe a disposizione dall'azienda italiana. Viene stabilita la stessa tipologia di pneumatici dell'ultima edizione del Gran Premio, corsa nel 2019. Essa viene stabilita per la seconda volta in stagione dopo quanto già deciso nel Gran Premio d'Arabia Saudita. Alla vigilia del Gran Premio d'Australia, la Pirelli nomina allo stesso tempo la scelta dei pneumatici per il successivo Gran Premio di Miami.
La Federazione conferma le due tradizionali zone del Drag Reduction System in uso dall'edizione 2013 della gara quando l'organo mondiale dell'automobilismo decise di aumentare sul circuito di Shanghai a due i tratti in cui utilizzare il dispositivo mobile, dopo l'unica precedente zona stabilita nel 2011, stagione in cui il dispositivo mobile debuttò in Formula 1, e nel 2012. I piloti possono attivare il dispositivo mobile sul rettilineo tra le curve 13 e 14, con punto per la determinazione del distacco fra piloti posto alla curva 12, e sul rettilineo principale dei box, la seconda zona introdotta in seguito, con detection point posto prima della curva 16. Per l'edizione del 2012 il punto di attivazione del DRS per la zona compresa tra le curve 13 e 14 fu spostato più avanti. La Federazione ha anche analizzato le zone del DRS durante il 2022, introducendo cambiamenti per il precedente campionato al fine di facilitare i sorpassi o renderli più difficili in alcuni circuiti in cui si riteneva che la zona in cui utilizzare il dispositivo mobile fosse troppo facile o difficile al fine di effettuare un sorpasso. Il circuito di Shanghai, tornato a far parte del calendario, non rientra tra i tracciati oggetto di queste modifiche.
Rispetto all'ultima edizione del 2019, il fondo del tracciato, realizzato su una palude, si è deformato dando origine a delle disconnessioni nel quale le monoposto a effetto suolo, molto sensibili alle altezze da terra per generare carico aerodinamico, ne risentono. L'azienda dell'architetto Hermann Tilke è intervenuta per livellare il fondo con la bocciardatura a seguito di un'ispezione della pista effettuata dalla Federazione la scorso anno. L'asfalto viene sottoposto a un serie di interventi che hanno compreso fresatura di precisione, pallinatura e sigillatura. Il circuito è oggetto anche di altre modifiche: sono stati rimossi i dossi alla curva 1 e alla curva 8, così come uno sul lato destro alla curva 3; tutte le crepe sull'asfalto nella zona di lavoro dei meccanici dentro la corsia dei box sono state riparate, così come tutte le finitrici erbose; la via di fuga d'asfalto all'uscita della curva 10 è stata accorciata, con la ghiaia posizionata dietro, così come quella alla curva 12 sul lato sinistro e quella alla curva 16 sul lato destro, di 1,7 metri; tutti i cordoli a salsiccia e l'erba articiale sono stati rimossi; è stata installata una nuova recinzione per i detriti alla postazione 9.5 dei commissari di percorso; tutti i segnalatori di frenata sono stati rimossi e sostituiti con dei nuovi attaccati alla recinzione. Il pannello luminoso numero 12, posto sulla destra tra la curva 10 e la curva 11, è stato spostato più indietro; quello numero 16, posto sulla sinistra tra la curva 13 e la curva 14, più avanti, così come quello numero 18, posto sulla sinistra dopo la curva 15.
La Federazione rende noto che al termine della gara del precedente Gran Premio del Giappone, tra le prime dieci vetture classificate è stata sorteggiata la Ferrari di Charles Leclerc per le verifiche tecniche. Le ispezioni hanno riguardato la flessibilità del fondo vettura, l'assemblaggio e lo spessore del pattino, e su tutte le componenti dell'ala posteriore di cui è stata verificata la flessibilità. Tutti i componenti ispezionati sono risultati essere conformi al regolamento tecnico.
Nella notta del mercoledì, l'Alpine utilizza uno dei quattro coprifuochi concessi durante la stagione per effettuare le operazioni sulle proprie vetture. La scuderia francese non riceve sanzioni. Prima dell'inizio della sessione di prove libere, la direzione gara comunica che i piloti che imboccano la corsia di entrata in pit lane devono rimanere a destra della linea bianca continua, ad eccezione dell'apice della curva a sinistra, dove devono stare a destra del dissuasore. Sulla vettura di Lance Stroll, Fernando Alonso e Daniel Ricciardo viene installata la seconda scatola del cambio e la seconda trasmissione, e sulla vettura di Alexander Albon la terza unità di entrambi i componenti. Tutti i piloti non sono penalizzati sulla griglia di partenza in quanto i nuovi componenti installati rientrano tra quelli utilizzabili nel numero massimo stabilito dal regolamento tecnico. Sulla vettura di George Russell viene installata la seconda unità relativa al motore a combustione interna, al turbocompressore, all'MGU-H, all'MGU-K e all'impianto di scarico. Sulla vettura di Valtteri Bottas, Zhou Guanyu, Kevin Magnussen e Nico Hülkenberg viene installata la seconda unità relativa all'impianto di scarico. Tutti i piloti non sono penalizzati sulla griglia di partenza in quanto i nuovi componenti installati rientrano tra quelli utilizzabili nel numero massimo stabilito dal regolamento tecnico. Prima della Sprint, la direzione gara comunica che i piloti non devono stare più alla destra del dissuasore una volta imboccata la corsia di entrata in pit lane in quanto quest'ultimo viene rimosso.

### Aspetti sportivi
Il Gran Premio rappresenta il quinto appuntamento stagionale a distanza di due settimane dalla disputa del Gran Premio del Giappone, quarta gara del campionato. Il campionato del mondo resta in Asia per la disputa della quarta prova generale in questo continente. Il Gran Premio di Cina torna a far parte del calendario del campionato mondiale di Formula 1 per la prima volta dalla stagione 2019, sempre collocato nel mese di aprile. Le edizioni dei campionati 2020 e 2021 vengono annullate a causa della pandemia di COVID-19. Il Gran Premio, sotto contratto per figurare nel calendario della stagione 2022, non viene incluso per via delle problematiche dettate dalla pandemia. Il suo ritorno era inizialmente previsto nella stagione precedente, prima di essere nuovamente annullato per la quarta volta consecutiva, sempre per via della pandemia. La gara in Cina è la seconda e ultima prova calendarizzata nel mese di aprile. Il mondiale disputa una gara sulla tipologia di tracciato permanente per il secondo weekend di gara consecutivo. Il contratto per l'inserimento della gara nel calendario mondiale, sempre sul circuito di Shanghai, è stato rinnovato nel mese di novembre 2021 fino alla stagione successiva. Il Gran Premio è sponsorizzato, per la prima volta, dalla multinazionale locale Lenovo. A questa edizione assistono 200 000 spettatori nel corso del weekend di gara, il dato più alto fin dall'edizione del 2005, caratterizzata da una presenza record di 270 000 spettatori.
Presente nel calendario del campionato mondiale di Formula 1 fin dalla stagione 2004, il Gran Premio vede la disputa della sua diciassettesima edizione. L'idea di portare la Formula 1 in Cina nasce negli anni 1990. Il governo cinese aveva inizialmente individuato un'area presso la città di Zhuhai nel Guangdong, nella parte meridionale del Paese, per la costruzione di un autodromo. Fu così creato il circuito internazionale di Zhuhai, con l'intento di ospitare la Formula 1 già a partire dal 1999, ma il circuito non venne considerato adeguato dalla Federazione. Il governo non recedette dall'idea e, anche grazie all'esperienza degli organizzatori del Gran Premio di Macao, riuscì nell'intento di far entrare una gara nel calendario del mondiale nel 2004 sul circuito di Shanghai, il quale responsabile dell'autodromo siglò un accordo settennale con la FOM. Fu il quarto Gran Premio della storia a svolgersi in Asia dopo quelli di Giappone, del già soppresso Pacifico e Bahrein, con quest'ultimo che debuttò nello stesso campionato. La pista di Shanghai, che festeggia il ventesimo anniversario dalla prima corsa disputata, è sempre stata l'unica sede dell'appuntamento. Inizialmente collocato nella parte conclusiva del campionato tra settembre e ottobre, a partire dall'edizione del 2009 la corsa è sempre stata disputata nella prima parte di stagione, nel mese di aprile. L'edizione del 2005, ultima prova del campionato, assegnò il primo titolo costruttori della storia all'ex scuderia denominata Renault. Il Gran Premio di Cina non è stato corso nelle ultime quattro stagioni per via delle problematiche dettate dalla pandemia di COVID-19, mentre l'ultima edizione corsa, quella del 2019, rappresentò il millesimo Gran Premio della storia della categoria.
Il Gran Premio di Cina viene scelto, per la prima volta, come il primo evento, su sei in programma per questo campionato, dove il weekend di gara è caratterizzato dal formato della Sprint, una gara di 100 km con scelta libera a livello di mescole di gomme e senza necessità di effettuare pit stop il cui risultato attribuisce punti validi per la classifica piloti e costruttori ai primi otto classificati. La Federazione, Liberty Media e i team raggiungono un accordo per il numero dei Gran Premi dove utilizzare il formato della Sprint. Come nel 2023 il numero degli eventi è confermato a sei. I Gran Premi ad ospitare il formato della Sprint sono: il Gran Premio di Cina, Miami, Austria, Stati Uniti d'America, San Paolo e Qatar. Il sistema di punteggio da attribuire durante la Sprint, sempre valevole per le classifiche piloti e costruttori, è quello adottato dal 2022, comprendendo sempre i primi otto classificati, i quali nell'ordine ricevono 8, 7, 6, 5, 4, 3, 2 e 1 punto.
La riunione della F1 Commission prima dell'inizio del campionato ha annunciato i cambiamenti riguardo al formato per i Gran Premi caratterizzati dalla disputa della Sprint, in particolare sulla programmazione delle sessioni. La mattina del venerdì rimane invariata, con la disputa dell'unica sessione di prove libere del weekend. Nel venerdì pomeriggio viene disputata la Qualifica Sprint, composta dalla Q1 di 12 minuti, Q2 di 10 e Q3 di 8, e che determina la griglia di partenza della Sprint, che quest'anno viene disputata il sabato mattina, contraddistinta da una distanza di gara di 19 giri per questo evento o massimo 60 minuti secondo regolamento. Le qualifiche per la gara domenicale vengono quindi spostate dal venerdì pomeriggio al tradizionale sabato pomeriggio, rendendole quindi uniformi con i weekend in cui non viene disputata la Sprint. La gara domenicale rimane invariata. Secondo il regolamento sportivo, la sessione di qualificazione alla Sprint viene ora chiamata Qualifica Sprint, in contrapposizione al nome Sprint Shootout utilizzato la stagione precedente. Il termine Qualifica Sprint era stato precedentemente utilizzato nella stagione 2021, nella quale debuttò la Sprint, per riferirsi alla gara breve stessa. L'altro cambiamento riguarda l'introduzione di un doppio parco chiuso, uno riguardante la Sprint ed uno riguardante la gara. Le monoposto entreranno in regime di parco chiuso all'inizio della prima fase della qualifica per la Sprint, per uscirne alla fine della gara breve. Torneranno poi in parco chiuso all'inizio della Q1 per restarci, come di consueto, fino al termine del Gran Premio.
Il pilota britannico della Mercedes, Lewis Hamilton, è quello con il maggior numero di successi nel Gran Premio di Cina, con sei. Hamilton ha trionfato nel 2008 e 2011 con la McLaren, prima dei successi ottenuti con la Mercedes nel 2014, 2015, 2017 e 2019. Lo spagnolo dell'Aston Martin, Fernando Alonso (2005, 2013), e l'australiano Daniel Ricciardo della RB (2018), sono gli altri unici piloti del campionato ad aver trionfato in questo appuntamento. Nico Rosberg (2012, 2016), insieme ad Alonso, sono gli unici ad aver trionfato in più di un'occasione, dopo Hamilton. La Mercedes è la scuderia più vincente in Cina, con sei vittorie (2012, 2014, 2015, 2016, 2017 e 2019), seguita dalla Ferrari con quattro (2004, 2006, 2007 e 2013), dalla McLaren con tre (2008, 2010 e 2011), dalla Red Bull Racing con due (2009 e 2018), e dalla Renault con un successo (2005). Hamilton detiene anche il record del maggior numero di pole position, con sei. Il britannico è partito davanti a tutti nel 2007 e 2008 con la McLaren, e dal 2013 al 2015 e nel 2017 con la Mercedes. Gli unici altri piloti del campionato in pole position in questo appuntamento sono stati Alonso nel 2005 e 2006 con la Renault, e il finlandese della Sauber, Valtteri Bottas, nel 2019 con la Mercedes. Questo è il primo Gran Premio di casa per l'altro pilota della scuderia elvetica, Zhou Guanyu. Nativo di Shanghai, Zhou ha debuttato nella massima categoria nel 2022 con l'ex scuderia Alfa Romeo nel Gran Premio del Bahrein. In questo appuntamento corre la quarantanovesima gara in carriera. Zhou non è tuttavia il primo pilota cinese a guidare in Formula 1 sul circuito di Shanghai. Nell'edizione del 2013, Ma Qinghua, sempre di Shanghai, prese parte alla prima sessione di prove libere per la Caterham. Nonostante non ha abbia mai corso in un Gran Premio, Ma diventò nel 2014 il primo pilota cinese a vincere un evento del campionato mondiale della Federazione, vincendo la Gara di Russia del WTCC. Oltre a Zhou, tre dei piloti partecipanti al campionato corrono per la prima volta sul circuito di Shanghai. L'australiano Oscar Piastri della McLaren, lo statunitense Logan Sargeant della Williams, il giapponese Yuki Tsunoda della RB.
La Red Bull Racing ottenne il primo successo nella storia del costruttore nel 2009 con Sebastian Vettel, dopo la prima pole position della squadra nella stessa edizione, sempre con il tedesco. La vittoria della Mercedes nel 2012 con Nico Rosberg è stata la prima per il costruttore tedesco nell'era moderna, arrivata cinquantasette anni dopo il successo di Juan Manuel Fangio nel Gran Premio d'Italia 1955. In questa edizione Rosberg ottenne la prima delle ventitré vittorie in carriera, dopo la conquista anche della prima pole position. Il pilota partito dalla prima posizione ha trionfato per nove volte su quindici edizioni della gara disputate (60%). La posizione di partenza più indietro da dove un pilota ha poi vinto la gara è la sesta, condivisa da Michael Schumacher (2006) e Daniel Ricciardo (2018). Due piloti hanno ottenuto il podio dopo essere partiti fuori dai primi dieci; Mark Webber dalla diciottesima posizione (2011) e Max Verstappen dalla sedicesima (2017), entrambi arrivati terzi. Le prime cinque edizioni della gara sono state disputate verso la fine della stagione, o come ultimo appuntamento. Sebbene il titolo piloti non è mai stato assegnato in Cina, quello costruttori è stato vinto dalla Renault quando la corsa fu l'ultima prova della stagione (2005). L'edizione rappresentò l'ultima gara per la Minardi. Il costruttore italiano è al decimo posto generale per numero di partecipazioni a un Gran Premio (346), dopo aver debuttato nel 1985. Dopo essere stata acquisita dalla Red Bull Racing, nel 2006 viene ridenominata Toro Rosso, nel 2020 AlphaTauri e da questa stagione RB. Fino a prima dell'ultima edizione del 2019, solamente in otto occasioni tutti i piloti partiti conclusero poi la gara, con le edizioni 2016 e 2018 che costituirono un quarto delle otto gare.
Il pilota spagnolo dell'Aston Martin, Fernando Alonso, prolunga il suo contratto con la scuderia britannica fino alla stagione 2026.
L'ex pilota di Formula 1 Vitantonio Liuzzi è nominato commissario aggiunto. L'italiano ha svolto in passato, in diverse occasioni, tale funzione, l'ultima nel Gran Premio d'Arabia Saudita. È la casa automobilistica tedesca Mercedes a fornire la safety car e la medical car, per l'ultima volta fornitrice delle vetture nel precedente Gran Premio del Giappone.

## Prove

### Resoconto
Lance Stroll risulta il più rapido nella sessione di prove libere; il tempo ottenuto dal pilota dell'Aston Martin è, comunque, molto lontano dal miglior tempo della prima sessione dell'ultima edizione disputata della gara, nel 2019. Il canadese ha preceduto Oscar Piastri e le due Red Bull Racing. La sessione non è stata particolarmente indicativa, in quanto ogni scuderia si è concentrata su un proprio programma di lavoro, al fine di raccogliere informazioni sul tracciato. La Red Bull ha usato due treni di gomme, uno morbido e uno medio, mentre la Ferrari si è concentrata sull'uso delle gomme morbide, tanto da non effettuare nessuna simulazione di gara. All'opposto la Mercedes ha preferito testare le gomme a mescola dura. La sessione è stata anche interrotta brevemente con bandiera rossa, per un incendio sul prato esterno alla curva 7.

### Risultati
Nella sessione di prove libere si è avuta questa situazione:
| Pos | Nº | Pilota         | Costruttore                  | Tempo    | Gap    | Giri |
| --- | -- | -------------- | ---------------------------- | -------- | ------ | ---- |
| 1   | 18 | Lance Stroll   | Aston Martin Aramco-Mercedes | 1'36"302 |        | 21   |
| 2   | 81 | Oscar Piastri  | McLaren-Mercedes             | 1'36"629 | +0"327 | 24   |
| 3   | 1  | Max Verstappen | Red Bull Racing-Honda RBPT   | 1'36"660 | +0"358 | 25   |

## Qualifica Sprint

### Resoconto
Prima della Qualifica Sprint, sulla vettura di Zhou Guanyu viene installata la terza scatola del cambio e la terza trasmissione. Il pilota cinese della Sauber non è penalizzato sulla griglia di partenza in quanto i nuovi componenti installati rientrano tra quelli utilizzabili nel numero massimo stabilito dal regolamento tecnico.
Già all'inizio della SQ1 Oscar Piastri segnala le prime gocce di pioggia che cadono sulla pista. Ciò porta quasi tutti i piloti ad affrontare subito la sessione. Hamilton è il primo, tra i piloti delle scuderie più competitive, a prendere il comando (1'37"239). Sainz Jr. sale terzo, prima che l'altro ferrarista, Leclerc, prenda la vetta. Alle spalle del monegasco si pongono le due McLaren. La prima posizione è presa, in seguito, da Fernando Alonso (1'36"883). Dopo che Stroll è salito al quarto posto, tocca a Max Verstappen prendere il comando (1'36"456), battuto presto dal compagno di team, Pérez. Sainz Jr. risale terzo, poi Leclerc migliora il tempo dello spagnolo, prima che Norris si piazzi secondo, tra le due Red Bull Racing. Albon non fa meglio del diciassettesimo tempo, nel suo ultimo giro rapido, ma comunque meglio di Logan Sargeant, che è solo diciottesimo. Risalgono nelle posizioni sufficienti, per il passaggio del turno, le due Mercedes, mentre Piastri è quinto. Sono eliminati Gasly, Ocon, Albon, Tsunoda e Sargeant. Così come accaduto nelle prove libere, l'erba esterna alla curva 7 prende fuoco, a causa delle scintille emanate dalle monoposto. Ciò comporta un ritardo dell'inizio della SQ2.
La pioggia continua a cadere sulla pista, ma le previsioni annunciano delle precipitazioni più forti solo per la terza, e ultima, fase della Qualifiche Sprint. Tutti i piloti, ad eccezione della coppia della Red Bull Racing, si piazzano nella corsia dei box, molto prima dell'inizio della seconda fase, per prendere la pista il prima possibile. Norris chiude il suo tentativo, che potrebbe essere l'unico veloce, a causa della pioggia imminente, con 1'36"047, battuto dal suo compagno di team, Piastri. Carlos Sainz Jr. si pone terzo, mentre sale quarto Alonso. Tocca poi a Leclerc segnare la miglior prestazione, in 1'35"711; sono competitive anche le Sauber, con Bottas quinto e Zhou settimo. Il tempo del cinese viene battuto da Hamilton. Successivamente è Verstappen a scalare primo (1'35"606), mentre Pérez chiude terzo. George Russell, undicesimo, tenta di trovare un tempo sufficiente per l'accesso alla fase finale, ma le condizioni del tracciato sono troppo scivolose, per essere affrontate, competitivamente, in gomme slick. Oltre al britannico, sono eliminati Magnussen, Hülkenberg, Ricciardo e Stroll.
La terza parte della sessione andrebbe, da regolamento, affrontata obbligatoriamente con gomme soft: le condizioni della pista portano, però, la direzione di gara a definire la pista come "umida", ciò che consente ai piloti di utilizzare gomme da bagnato intermedio. Nel giro di lancio Charles Leclerc termina contro le barriere, ma riesce a riprendere la pista, senza danni gravi alla monoposto. Anche Lando Norris è autore di un'escursione di pista. Verstappen, il primo dei piloti cercare il tempo, è autore di un errore di guida. Piastri chiude in 2'02"598, mentre il campione del mondo è a quattro decimi, ma il suo tempo viene cancellato, per non aver rispettato i limiti della pista, a causa dell'errore di guida, che lo ha portato fuori dal tracciato. La stessa penalità verrà inflitta a tutti i piloti che saranno autori di errori simili. Sergio Pérez risulta il più veloce, con 2'00"455. Alonso si pone davanti a Sainz Jr., mentre Bottas strappa il secondo tempo. Piastri, poi Norris, s'intercalano tra Pérez e Bottas, prima che il messicano migliori di nuovo, in 2'00"375. Subito dopo è Alonso a scalare al primo posto (2'00"213), mentre la direzione di gara annulla, per la seconda volta, il tempo a Verstappen. La stessa sorte tocca anche a Norris, mentre nel suo unico giro veloce Leclerc trova il terzo tempo. Successivamente è Lewis Hamilton a conquistare la vetta, in 1'59"321. Verstappen riesce a chiudere un giro correttamente, ed è secondo. Meglio fa ancora Norris che si piazza in vetta, ma il suo rilievo cronometrico viene annullato dai commissari. Hamilton decide di non forzare il suo ultimo giro veloce, convinto di avere la pole position, ma la direzione di gara decide di restituire a Norris il tempo cancellato in precedenza.
Lando Norris conquista la seconda pole position valevole per la Sprint in carriera nel primo Gran Premio della stagione che prevede la disputa della gara breve, dopo la prima ottenuta nel Gran Premio di San Paolo 2023, dove si corse l'ultima Sprint del precedente campionato. Il britannico della McLaren è il primo pilota diverso da Max Verstappen a ottenere più partenze al palo per la gara rapida, e il settimo pilota differente. La seconda posizione di Hamilton è stata la sua migliore prestazione di sempre in una sessione di qualifica per la Sprint. Alonso parte terzo. Lo spagnolo non aveva mai ottenuto questa posizione nella Qualifica Sprint, dopo non essere partito nei primi cinque in nessuna Sprint del precedente campionato. 
Verstappen è quarto, dopo essere partito nelle prime tre posizioni in ogni Sprint del 2023, mentre Sainz Jr. quinto, lo stessa piazza da cui lo spagnolo ha iniziato tre delle sei Sprint dello scorso campionato. Pérez ha conquistato il sesto posto, la posizione di partenza più bassa in stagione dopo essersi qualificato tra i primi cinque nei primi quattro Gran Premi. Leclerc ottiene il settimo posto dopo essere uscito di pista nel giro di lancio all'inizio della SQ3. Piastri è ottavo, ed eguaglia la posizione di qualificazione più bassa fin qui in stagione. Bottas è nono e Zhou decimo. Entrambe le vetture della Sauber raggiungono la SQ3 dopo non esserci riuscite in nessun Gran Premio oggetto della Sprint nella scorsa stagione. Zhou ottiene la qualificazione all'ultima fase dopo aver raggiunto la Q3 solo quattro volte nelle normali qualifiche dal suo debutto nella categoria nel 2022. 
Russell si è qualificato al Q3 nei quattro weekend di gara di apertura della stagione, ma è classificato undicesimo nella prima Qualifica Sprint dell'anno. Magnussen è dodicesimo e Hülkenberg tredicesimo. Per la Haas sono le stesse posizioni, ma invertite, della prima Sprint del precedente campionato tenutasi nel Gran Premio d'Azerbaigian 2023. Gasly, sedicesimo, riesce per la prima volta in stagione a fare meglio del suo compagno di squadra Ocon in una sessione di qualifica. La diciottesima posizione di partenza di Albon è la peggiore della stagione, essendo riuscito a superare la Q1 nei quattro Gran Premi precedenti. Tsunoda si è qualificato al Q3 per tre gare consecutive, ma in questa sessione è stato eliminato nella prima fase.
Sono stati cancellati otto tempi dai commissari sportivi ai piloti per non aver rispettato i limiti della pista, durante la Qualifica Sprint. Si sono visti cancellare il tempo due volte Lando Norris e Max Verstappen (una volta alla curva 6 e una volta alla curva 16), una volta Nico Hülkenberg (alla curva 6), Zhou Guanyu (alla curva 6), Lewis Hamilton (alla curva 6) e Sergio Pérez (alla curva 16). Carlos Sainz Jr., Lance Stroll, Yuki Tsunoda, George Russell, Hamilton, Kevin Magnussen e Hülkenberg non ricevono sanzioni da parte dei commissari sportivi, per non aver rispettato le istruzioni stabilite dalla direzione gara. Tutti i piloti hanno superato il tempo limite di due minuti e un secondo valevole tra la seconda linea della safety car e la prima di essa. Sainz Jr. e Stroll nel corso del quarto giro in SQ1, Tsunoda, Russell e Hamilton nel corso del quinto sempre nella stessa fase, e Magnussen e Hülkenberg nel corso dell'undicesimo giro in SQ2.
Il pilota spagnolo dell'Aston Martin, Fernando Alonso, non riceve sanzioni da parte dei commissari sportivi per aver superato quello cinese della Sauber, Zhou Guanyu, nella corsia d'uscita dei box, e non prima della linea bianca che determina la fine della pit lane. La riunione dei piloti, prevista un'ora e mezza dopo la disputa della Qualifica Sprint, viene cancellata.

### Risultati
Nella sessione della Qualifica Sprint si è avuta questa situazione:
| Pos                         | Nº | Pilota           | Costruttore                  | SQ1      | SQ2      | SQ3      | Griglia |
| --------------------------- | -- | ---------------- | ---------------------------- | -------- | -------- | -------- | ------- |
| 1                           | 4  | Lando Norris     | McLaren-Mercedes             | 1'36"384 | 1'36"047 | 1'57"940 | 1       |
| 2                           | 44 | Lewis Hamilton   | Mercedes                     | 1'37"181 | 1'36"287 | 1'59"201 | 2       |
| 3                           | 14 | Fernando Alonso  | Aston Martin Aramco-Mercedes | 1'36"883 | 1'36"119 | 1'59"915 | 3       |
| 4                           | 1  | Max Verstappen   | Red Bull Racing-Honda RBPT   | 1'36"456 | 1'35"606 | 2'00"028 | 4       |
| 5                           | 55 | Carlos Sainz Jr. | Ferrari                      | 1'36"719 | 1'36"052 | 2'00"214 | 5       |
| 6                           | 11 | Sergio Pérez     | Red Bull Racing-Honda RBPT   | 1'36"110 | 1'35"781 | 2'00"375 | 6       |
| 7                           | 16 | Charles Leclerc  | Ferrari                      | 1'36"537 | 1'35"711 | 2'00"566 | 7       |
| 8                           | 81 | Oscar Piastri    | McLaren-Mercedes             | 1'36"542 | 1'35"853 | 2'00"990 | 8       |
| 9                           | 77 | Valtteri Bottas  | Kick Sauber-Ferrari          | 1'37"112 | 1'36"056 | 2'01"044 | 9       |
| 10                          | 24 | Zhou Guanyu      | Kick Sauber-Ferrari          | 1'37"544 | 1'36"307 | 2'03"537 | 10      |
| 11                          | 63 | George Russell   | Mercedes                     | 1'37"310 | 1'36"345 | N.D.     | 11      |
| 12                          | 20 | Kevin Magnussen  | Haas-Ferrari                 | 1'37"033 | 1'36"473 | N.D.     | 12      |
| 13                          | 27 | Nico Hülkenberg  | Haas-Ferrari                 | 1'36"924 | 1'36"478 | N.D.     | 13      |
| 14                          | 3  | Daniel Ricciardo | RB-Honda RBPT                | 1'37"321 | 1'36"553 | N.D.     | 14      |
| 15                          | 18 | Lance Stroll     | Aston Martin Aramco-Mercedes | 1'36"961 | 1'36"677 | N.D.     | 15      |
| 16                          | 10 | Pierre Gasly     | Alpine-Renault               | 1'37"632 | N.D.     | N.D.     | 16      |
| 17                          | 31 | Esteban Ocon     | Alpine-Renault               | 1'37"720 | N.D.     | N.D.     | 17      |
| 18                          | 23 | Alexander Albon  | Williams-Mercedes            | 1'37"812 | N.D.     | N.D.     | 18      |
| 19                          | 22 | Yuki Tsunoda     | RB-Honda RBPT                | 1'37"892 | N.D.     | N.D.     | 19      |
| 20                          | 2  | Logan Sargeant   | Williams-Mercedes            | 1'37"923 | N.D.     | N.D.     | 20      |
| Tempo limite 107%: 1'42"837 |    |                  |                              |          |          |          |         |

In grassetto sono indicate le migliori prestazioni in SQ1, SQ2 e SQ3.

## Sprint

### Resoconto
Tutti i piloti, ad eccezione di George Russell che opta per affrontare la sprint con gomme soft, montano gomme di mescola media.
Al via Lewis Hamilton prende il comando, mentre Lando Norris, partito dalla posizione al palo, commette un errore di guida alla prima curva, e cede diverse posizioni. Alle spalle di Hamilton s'installa Alonso, davanti a Max Verstappen, che precede, a sua volta, Sainz Jr., Pérez e Leclerc. Lo spagnolo della Ferrari cerca, senza successo, di prendere la posizione a Verstappen, nei primi giri. L'olandese si lamenta di non riuscire a caricare la batteria ma, grazie alle istruzioni del muretto, risolve il problema, e segna il giro veloce.
Dopo cinque giri Hamilton ha 1"5 di vantaggio su Fernando Alonso che, a sua volta, precede di 1"2 Verstapen. Sainz Jr. resta a 1"6 dal campione del mondo, e si vede avvicinato da Pérez, Leclerc e Norris. Al settimo giro, sul lungo rettilineo opposto all'arrivo, Verstappen prende la posizione ad Alonso. Dopo due giri, anche grazie a un errore di guida di Hamilton, il pilota della Red Bull Racing supera il britannico, e si piazza al comando. Hamilton tenta di restare in scia, ma viene presto distanziato. Alonso è staccato di 2"6 da Hamilton, mentre Sainz Jr., Pérez, Leclerc e Norris sono tutti nella distanza di meno di un secondo dal pilota che li precede. 
Verstappen prosegue, nei giri successivi, a incrementare il vantaggio, in ottica anche di studio della tenuta delle gomme medie, in vista della gara della domenica. Più dietro Sergio Pérez, che si lamenta della motricità della vettura, viene avvicinato da Leclerc, che prova l'attacco in diverse occasioni. A tre giri dal termine Carlos Sainz Jr. attacca Alonso alla curva 7, passandolo alla curva 8. I due danno vita a un lungo duello che finisce per favorire Pérez, che li sorpassa entrambi. In un contatto col connazionale, Alonso subisce una foratura, che lo porta prima ai box, poi al ritiro. Poco dopo si accende la lotta tra le due Ferrari, con Leclerc che supera Sainz Jr., con i due che hanno anche un contatto. 
Verstappen riporta la vittoria, nella prima Sprint stagionale, con un vantaggio di 13"043 su Hamilton. Il campione del mondo vince l'ottava Sprint in carriera dopo l'introduzione della gara breve nella stagione 2021, su tredici gare veloci fin qui disputate nella storia del mondiale, la prima da quella vinta nel Gran Premio di San Paolo 2023. Il pilota della Red Bull Racing estende il record del maggior numero di successi per un singolo pilota nella gara rapida.
Sono stati cancellati quattro tempi dai commissari sportivi ai piloti per non aver rispettato i limiti della pista, durante la Sprint. Si sono visti cancellare il tempo due volte Lando Norris (una volta alla curva 9 e una volta alla curva 14), una volta Daniel Ricciardo e Charles Leclerc (alla curva 14).
Al termine della Sprint, Fernando Alonso e Carlos Sainz Jr. vengono convocati dai commissari sportivi a seguito di una collisione tra i due piloti alla curva 9. Alonso viene penalizzato di dieci secondi sul tempo di gara e di tre punti sulla superlicenza. La penalità non ha effetto pratico in quanto lo spagnolo è già classificato ultimo.

### Risultati
Nella sessione della Sprint si è avuta questa situazione:
| Pos | Nº | Pilota           | Costruttore                  | Giri | Tempo/Ritiro       | Griglia | Punti |
| --- | -- | ---------------- | ---------------------------- | ---- | ------------------ | ------- | ----- |
| 1   | 1  | Max Verstappen   | Red Bull Racing-Honda RBPT   | 19   | 32'04"660          | 4       | 8     |
| 2   | 44 | Lewis Hamilton   | Mercedes                     | 19   | +13"043            | 2       | 7     |
| 3   | 11 | Sergio Pérez     | Red Bull Racing-Honda RBPT   | 19   | +15"258            | 6       | 6     |
| 4   | 16 | Charles Leclerc  | Ferrari                      | 19   | +17"486            | 7       | 5     |
| 5   | 55 | Carlos Sainz Jr. | Ferrari                      | 19   | +20"696            | 5       | 4     |
| 6   | 4  | Lando Norris     | McLaren-Mercedes             | 19   | +22"088            | 1       | 3     |
| 7   | 81 | Oscar Piastri    | McLaren-Mercedes             | 19   | +24"713            | 8       | 2     |
| 8   | 63 | George Russell   | Mercedes                     | 19   | +25"696            | 11      | 1     |
| 9   | 24 | Zhou Guanyu      | Kick Sauber-Ferrari          | 19   | +31"951            | 10      |       |
| 10  | 20 | Kevin Magnussen  | Haas-Ferrari                 | 19   | +37"398            | 12      |       |
| 11  | 3  | Daniel Ricciardo | RB-Honda RBPT                | 19   | +37"840            | 14      |       |
| 12  | 77 | Valtteri Bottas  | Kick Sauber-Ferrari          | 19   | +38"295            | 9       |       |
| 13  | 31 | Esteban Ocon     | Alpine-Renault               | 19   | +39"841            | 17      |       |
| 14  | 18 | Lance Stroll     | Aston Martin Aramco-Mercedes | 19   | +40"299            | 15      |       |
| 15  | 10 | Pierre Gasly     | Alpine-Renault               | 19   | +40"838            | 16      |       |
| 16  | 22 | Yuki Tsunoda     | RB-Honda RBPT                | 19   | +41"870            | 19      |       |
| 17  | 23 | Alexander Albon  | Williams-Mercedes            | 19   | +42"998            | 18      |       |
| 18  | 2  | Logan Sargeant   | Williams-Mercedes            | 19   | +46"352            | 20      |       |
| 19  | 27 | Nico Hülkenberg  | Haas-Ferrari                 | 19   | +49"630            | 13      |       |
| 20  | 14 | Fernando Alonso  | Aston Martin Aramco-Mercedes | 17   | Danni da incidente | 3       |       |

## Qualifiche

### Resoconto
Prima della qualifiche, sulla vettura di Oscar Piastri viene installata la seconda scatola del cambio e la terza trasmissione. Il pilota australiano della McLaren non è penalizzato sulla griglia di partenza in quanto i nuovi componenti installati rientrano tra quelli utilizzabili nel numero massimo stabilito dal regolamento tecnico.
Magnussen fa segnare il primo tempo di riferimento delle qualifiche (1'36"646), presto migliorato da Russell. Carlos Sainz Jr. tenta di utilizzare le gomme medie, piazzandosi però a mezzo secondo dal tempo del pilota della Mercedes. Norris scala secondo, a meno di un decimo dal miglior tempo, prima che Alonso strappi la migliore prestazione (1'35"116). Salgono al secondo e terzo posto, rispettivamente, Bottas e Stroll. Charles Leclerc è quarto, con gomme soft, mentre nemmeno Verstappen scalfisce la prestazione di Alonso. Hamilton, invece, è ottavo. Albon è quarto, anche se il pilota della Williams ha, poco prima, rallentato Pérez. Oscar Piastri va in testa, con 1'35"014. Nel frattempo viene riparato il DRS di Yuki Tsunoda. Sainz Jr., dopo essere passato alle gomme morbide, batte il tempo di Piastri. Il tempo di Pérez viene, invece, cancellato per aver superato i limiti di pista. Provvisoriamente eliminato, Lando Norris tenta di migliorarsi, e vi riesce, superando Sainz Jr. (1'34"842). Anche Pérez, col sesto tempo, si mette al riparo, per il passaggio alla Q2, mentre Hamilton resta penultimo. Verstappen, a sua volta, è veloce tanto da portare il limite di sessione in 1'34"742. Zhou Guanyu sale nono, Albon settimo, mentre Logan Sargeant commette un testacoda, e non può attaccare un giro veloce per cercare di strappare la qualificazione alla fase seguente. Rimontano Magnussen, Hamilton, Ricciardo e Stroll. Scala quinto Russell, Pierre Gasly prende il nono tempo, mentre l'altro pilota dell'Alpine, Esteban Ocon, l'undicesimo. Si salva, per pochi millesimi Pérez, che termina sedicesimo, in una sessione caratterizzata da una pista in netto e costante miglioramento. Non accedono alla seconda fase Zhou, Magnussen, Hamilton, Tsunoda e Sargeant.
Per i primi tre minuti della seconda sessione nessun pilota decide di entrare in pista. Tocca ad Alonso segnare il primo tempo valido (1'34"801): il pilota dell'Aston Martin è preceduto da Piastri, migliorato, a sua volta, da Norris (1'34"460). Il primo pilota a scendere sotto il minuto e 34 secondi sul giro è Verstappen. Leclerc è ottavo, mentre Sergio Pérez chiude con nove decimi di ritardo dal campione del mondo. La sessione viene interrotta, poco dopo, quando Sainz Jr. va in testacoda all'ultima curva, terminando contro le barriere. La sua monoposto, però, resta quasi integra, tanto che lo spagnolo riesce a riportarla ai box, dove viene sostituito il musetto. Alla ripresa della sessione George Russell, che si era visto bloccato nel giro rapido dalla bandiera rossa, chiude terzo. Verstappen si migliora ancora, e porta il limite in 1'33"794. Si migliora anche Lance Stroll, così come Alonso, ora quarto. Sainz Jr., che ha ripreso regolarmente la pista, scala secondo, a mezzo secondo da Verstappen. Leclerc è terzo, mentre Pérez è capace di battere il crono di Sainz Jr., ma non quello del compagno di team. Non ottengono un tempo valido per l'accesso alla fase finale Stroll, Ricciardo, Ocon, Albon e Gasly.
Alonso fa meglio di Verstappen, nel primo settore, del primo tentativo della Q3. Il campione del mondo chiude in 1'33"977, staccando di mezzo secondo Pérez. Alonso è capace di inserirsi tra le due Red Bull Racing. Al quarto posto c'è Piastri, che è davanti a Nico Hülkenberg e Russell. Sainz Jr. sale quarto, mentre Norris è quinto. È meno veloce Leclerc, settimo. Sainz Jr. è staccato, nel primo settore del secondo tentativo, di due decimi da Verstappen. Non fa meglio Leclerc, staccato di tre decimi. Il monegasco si rifà col miglior crono assoluto del secondo settore. Prima che le Ferrari chiudano il loro giro, Russell rimonta terzo. Poco dopo Sainz Jr. sale secondo. In seguito vari piloti riescono a battere il tempo di chi li ha preceduti, strappandosi il secondo posto a vicenda. Prima Leclerc, poi Piastri, Norris, Alonso e, infine, Pérez. Verstappen, dal suo canto, conferma la pole position, migliorando la prestazione del primo tentativo.
Max Verstappen conquista la trentasettesima pole position in carriera, la quinta in stagione, nonché consecutiva. Per il campione del mondo è la prima partenza al palo nel Gran Premio di Cina. Per la Red Bull Racing è la centesima partenza in prima posizione della storia, la quinta del campionato, nonché consecutiva, e la quarta generale in questo appuntamento per la prima volta dall'edizione del 2011 con Sebastian Vettel. Pérez è secondo, alla dodicesima prima fila in carriera, la seconda in stagione e la prima in questo Gran Premio, nonostante un distacco di 0"048 dall'eliminazione in Q1. Il messicano non si era mai qualificato nelle prime posizioni sul circuito di Shanghai. Alonso è terzo, alla miglior partenza nel Gran Premio di Cina dall'edizione del 2013 e della stagione.
Norris è quarto ed è davanti al compagno di squadra Piastri in qualifica per la terza gara consecutiva. L'australiano parte dalla terza fila per la quarta gara di seguito. Leclerc conquista il sesto posto dopo essere partito solo sul lato destro della pista in stagione, facendo meglio del suo compagno di squadra Sainz Jr. per soli 0"008. Russell è ottavo, con la Mercedes che non è partita tra i primi sei in nessuno degli ultimi quattro Gran Premi, mentre Hülkenberg è qualificato al Q3 per la seconda volta in stagione. Bottas si è piazzato decimo, alla prima apparizione del campionato in Q3 dopo che nella Qualifica Sprint si era qualificato nella stessa ultima fase. Stroll, il primo rapido nella sessione di prove libere, è qualificato undicesimo. Il canadese ha raggiunto la Q3 solo due volte nelle prime cinque gare in stagione. Ricciardo non aveva battuto il suo compagno di squadra in un solo giro prima di questo Gran Premio, ma in questo appuntamento è stato davanti a Tsunoda in tutte le sessioni. Ocon è tredicesimo ed è davanti al suo compagno di squadra in qualifica per la quinta volta in questa stagione in altrettante gare. Albon si è qualificato al Q2 in tutte le gare dall'anno, senza ancora aver raggiunto l'ultima fase, mentre Gasly accede alla Q2 per la prima volta in stagione. Né Zhou né Sargeant hanno ancora superato il taglio della Q1 in campionato. Magnussen è eliminato nel corso della prima gara per la seconda gara di fila. Hamilton, qualificato in prima fila per la Sprint, è eliminato in Q1 per la prima volta dal Gran Premio d'Arabia Saudita 2022. Tsunoda è eliminato in Q1 dopo tre apparizioni consecutive in Q3.
Per Verstappen è la sesta pole position generale consecutiva, con la serie iniziata nel Gran Premio di Abu Dhabi 2023, ultima gara del precedente campionato. L'olandese ottiene per la prima volta in carriera cinque partenze al palo consecutive per la terza sequenza della storia della categoria. Egli eguaglia Ayrton Senna (1989) e Mika Häkkinen (1999) quale pilota autore di cinque pole position nelle prime cinque gare della stagione, nonché essere il primo pilota del ventunesimo secolo a conquistare le prime cinque partenze al palo del campionato. Il campione del mondo ottiene la prima piazza nel ventitreesimo Gran Premio differente, al pari di Sebastian Vettel per il secondo posto di sempre, e sul ventunesimo circuito diverso, al quarto posto generale. Il leader del campionato è il settimo pilota differente in pole position nel Gran Premio di Cina, e il primo di nazionalità olandese. Per la Red Bull Racing, alla prima pole position nell'era turbo-ibrida iniziata nella stagione 2014 sul circuito di Shanghai, è la ventottesima doppietta in qualifica, solamente la quinta generale con propulsori ibridi, e la seconda consecutiva. Il costruttore austriaco aveva siglato la doppietta nelle prove ufficiali anche nell'edizione del 2010 della gara. La scuderia di Milton Keynes conquista la centesima prima piazza sulla stessa pista dove ottenne la prima, nell'edizione 2009 del Gran Premio.
Sono stati cancellati tre tempi dai commissari sportivi ai piloti per non aver rispettato i limiti della pista, durante le qualifiche. Si sono visti cancellare il tempo Logan Sargeant (alla curva 10), Alexander Albon e Sergio Pérez (alla curva 1). Sargeant non riceve sanzioni da parte dei commissari sportivi, per non aver rispettato le istruzioni stabilite dalla direzione gara. Il pilota statunitense della Williams ha superato il tempo limite di due minuti e un secondo valevole tra la seconda linea della safety car e la prima di essa, durante l'ottavo giro in Q1.
Al termine delle qualifiche, Nico Hülkenberg viene convocato dai commissari sportivi per aver superato due vetture dentro la corsia dei box, durante la Q1. Il pilota tedesco della Haas riceve una reprimenda, la prima della stagione. L'Aston Martin presenta ai commissari sportivi un protesta contro il risultato delle qualifiche. Secondo la scuderia britannica, il pilota spagnolo della Ferrari, Carlos Sainz Jr., ha effettuato un giro in regime di bandiera rossa che gli ha permesso di tornare ai box e proseguire poi il Q2 dopo il testacoda e l'impatto contro le barriere di protezione avvenuto nella fase centrale della sessione. I due costruttori vengono convocati dalla direzione gara. La Federazione respinge la protesta dell'Aston Martin in quanto, pur confermando che una vettura ferma in pista durante le qualifiche non dovrebbe prendere parte al resto della sessione, in precedenza questa regola non è stata applicata. Una monoposto riuscita poi a ripartire in un tempo ragionevole, solitamente circa 30 secondi, ha poi partecipato al resto delle qualifiche. L'organo mondiale dell'automobilismo ha sottolineato di ritenere poi fondamentale che la vettura incidentata non abbia ricevuto alcuna assistenza dai commissari di pista. L'Aston Martin ha però contestato come la ripartenza di Sainz Jr. sia avvenuta un minuto e diciassette secondi più tardi, un tempo ritenuto accettabile dalla Federazione proprio per l'assenza di indicazioni chiare nel regolamento o di una prassi concordata e consolidata, che a quel punto diventa appannaggio della direzione gara.

### Risultati
Nella sessione di qualifica si è avuta questa situazione:
| Pos                         | Nº | Pilota           | Costruttore                  | Q1       | Q2       | Q3       | Griglia |
| --------------------------- | -- | ---------------- | ---------------------------- | -------- | -------- | -------- | ------- |
| 1                           | 1  | Max Verstappen   | Red Bull Racing-Honda RBPT   | 1'34"742 | 1'33"794 | 1'33"660 | 1       |
| 2                           | 11 | Sergio Pérez     | Red Bull Racing-Honda RBPT   | 1'35"457 | 1'34"026 | 1'33"982 | 2       |
| 3                           | 14 | Fernando Alonso  | Aston Martin Aramco-Mercedes | 1'35"116 | 1'34"652 | 1'34"148 | 3       |
| 4                           | 4  | Lando Norris     | McLaren-Mercedes             | 1'34"842 | 1'34"460 | 1'34"165 | 4       |
| 5                           | 81 | Oscar Piastri    | McLaren-Mercedes             | 1'35"014 | 1'34"659 | 1'34"273 | 5       |
| 6                           | 16 | Charles Leclerc  | Ferrari                      | 1'34"797 | 1'34"399 | 1'34"289 | 6       |
| 7                           | 55 | Carlos Sainz Jr. | Ferrari                      | 1'34"970 | 1'34"368 | 1'34"297 | 7       |
| 8                           | 63 | George Russell   | Mercedes                     | 1'35"084 | 1'34"609 | 1'34"433 | 8       |
| 9                           | 27 | Nico Hülkenberg  | Haas-Ferrari                 | 1'35"068 | 1'34"667 | 1'34"604 | 9       |
| 10                          | 77 | Valtteri Bottas  | Kick Sauber-Ferrari          | 1'35"169 | 1'34"769 | 1'34"665 | 10      |
| 11                          | 18 | Lance Stroll     | Aston Martin Aramco-Mercedes | 1'35"334 | 1'34"838 | N.D.     | 11      |
| 12                          | 3  | Daniel Ricciardo | RB-Honda RBPT                | 1'35"443 | 1'34"934 | N.D.     | 12      |
| 13                          | 31 | Esteban Ocon     | Alpine-Renault               | 1'35"356 | 1'35"223 | N.D.     | 13      |
| 14                          | 23 | Alexander Albon  | Williams-Mercedes            | 1'35"384 | 1'35"241 | N.D.     | 14      |
| 15                          | 10 | Pierre Gasly     | Alpine-Renault               | 1'35"287 | 1'35"463 | N.D.     | 15      |
| 16                          | 24 | Zhou Guanyu      | Kick Sauber-Ferrari          | 1'35"505 | N.D.     | N.D.     | 16      |
| 17                          | 20 | Kevin Magnussen  | Haas-Ferrari                 | 1'35"516 | N.D.     | N.D.     | 17      |
| 18                          | 44 | Lewis Hamilton   | Mercedes                     | 1'35"573 | N.D.     | N.D.     | 18      |
| 19                          | 22 | Yuki Tsunoda     | RB-Honda RBPT                | 1'35"746 | N.D.     | N.D.     | 19      |
| 20                          | 2  | Logan Sargeant   | Williams-Mercedes            | 1'36"358 | N.D.     | N.D.     | PL      |
| Tempo limite 107%: 1'41"373 |    |                  |                              |          |          |          |         |

In grassetto sono indicate le migliori prestazioni in Q1, Q2 e Q3.

## Gara

### Resoconto
Prima della gara, sulla vettura di Logan Sargeant vengono sostituiti gli alettoni anteriori e posteriori, insieme alla modifica al set up delle sospensioni sotto il regime di parco chiuso senza l'approvazione del delegato tecnico della Federazione. Il pilota statunitense della Williams, qualificatosi in ventesima posizione, è costretto a partire dalla pit lane.
Sulla griglia di partenza la maggioranza dei piloti parte con gomme medie: solo Magnussen utilizza le gomme soft, mentre Stroll, Hamilton, Tsunoda e Sargeant partono con gomme a mescola morbida. 
Al via Max Verstappen tiene il comando della gara, seguito da Alonso, partito terzo, che sopravanza Pérez, Norris, Piastri, Russell e Hülkenberg, che precede le due Ferrari. Il pilota tedesco della Haas cede presto tre posizioni. Al quinto giro Sergio Pérez prende la posizione ad Alonso. Tre giri dopo Norris, sfruttando anche un precoce degrado delle gomme di Alonso, sale terzo. Il giro dopo è il turno di Leclerc di prendere la sesta piazza a Russell. Tre giri dopo il pilota della Ferrari ha la meglio anche su Oscar Piastri. Nello stesso giro va ai box Alonso, che passa alle gomme hard, mentre Russell opta per le medie. Le due Red Bull Racing effettuano la loro sosta nello stesso giro, il quattordicesimo. La strategia è la stessa per i due piloti, che ora montano gomme hard. Norris si porta al comando, seguito da Leclerc. Il pilota della Ferrari viene presto ripassato da Verstappen. Al diciassettesimo passaggio va al pit stop anche Piastri, che monta gomme medie. 
Già al diciannovesimo passaggio Verstappen ritorna al comando, dopo aver superato Norris. Nello stesso giro Carlos Sainz Jr. effettua il cambio gomme. Al ventunesimo giro Valtteri Bottas si ritira, lasciando però la sua Sauber in una posizione pericolosa. La direzione di gara, anche se con un po' di ritardo, decide per il regime di virtual safety car. Ne approfitta subito Leclerc, per il cambio gomme. Anche Hamilton e Stroll vanno ai box, per la loro seconda sosta. Un giro dopo anche Norris cambia le gomme. In seguito la direzione di gara, vista la difficoltà di spostare la vettura del finlandese, impone la safety car. Ciò permette a molti altri piloti, tra cui Verstappen, Pérez, Alonso e Russell, di fermarsi per la seconda volta in gara.
Alla ripartenza Verstappen si trova primo, davanti a Norris, Leclerc, Pérez, Alonso, Sainz Jr. e Russell. Alonso è il solo pilota, tra quelli che hanno effettuato il secondo pit stop, che ha optato per la gomma morbida. Nel regime di safety car, poco prima della ripartenza, alla curva 14, Lance Stroll tampona Daniel Ricciardo che, a sua volta, sfiora la monoposto di Piastri. Entrambi i piloti possono proseguire, ma il canadese è costretto ai box. Quando la gara riprende nella sua valenza agonistica Magnussen colpisce Yuki Tsunoda, costringendolo al ritiro. Più avanti Alonso attacca Sergio Pérez, senza successo. A sua volta il pilota della Red Bull Racing attacca Leclerc. Il sorpasso riesce al trentanovesimo giro. Due giri dopo Lewis Hamilton supera Hülkenberg, per il nono posto. Al quarantaquattresimo giro Alonso, che aveva montato gomme morbide, sosta per montare le medie. Egli rientra in gara dodicesimo ma, grazie alle gomme fresche, recupera il settimo posto in cinque giri, cogliendo anche il giro veloce.
Max Verstappen vince il cinquantottesimo Gran Premio in carriera, la quarta vittoria in stagione, e la seconda consecutiva, dopo la vittoria nella Sprint. Per il tre volte campione del mondo è il primo successo nel Gran Premio di Cina. Per la Red Bull Racing, che ottenne il primo successo della storia in questa gara, è la quarta vittoria in stagione, la seconda consecutiva, la centodiciassettesima dal suo debutto, e il terzo successo complessivo in questo appuntamento per la prima volta dall'edizione del 2018 con Ricciardo, con un diverso propulsore. Per Norris, secondo, è il quindicesimo podio in carriera e il secondo stagionale. Pérez, terzo, ottiene il trentanovesimo podio in carriera. Il messicano non aveva mai concluso più in alto dell'ottavo posto in carriera sul circuito di Shanghai. Egli ottiene il quarto podio nei primi cinque Gran Premi stagionali dopo averne ottenuto solo due negli ultimi dieci del precedente campionato.
La seconda posizione di Norris è stato il miglior piazzamento della McLaren sul circuito di Shanghai dalla stessa posizione di Jenson Button nell'edizione del 2012. Con l'ottava posizione di Piastri, entrambe le vetture della scuderia di Woking hanno ottenuto punti in tutte le sessioni di gara del campionato, compresa la Sprint. Leclerc, quarto, è l'unico pilota del campionato ad aver terminato nelle prime quattro posizioni in ogni gara. Il monegasco è arrivato quarto in tre delle prime cinque gare stagionali. Per il pilota della Ferrari è il quattordicesimo fine settimana consecutivo a punti, includendo la Sprint. Sainz Jr., quinto, non conclude a podio dopo aver preso il via in un Gran Premio per la prima volta in stagione. Per lo spagnolo è il primo piazzamento tra le prime sei posizioni a Shanghai. Con Russell come primo classificato della scuderia al sesto posto, la Mercedes non ottiene un piazzamento tra i primi quattro nelle prime cinque gare per la prima volta dal 2011. Il costruttore tedesco non aveva mai concluso fuori dalle prime cinque posizioni sulla pista cinese. Alonso, settimo, termina in una posizione più bassa rispetto a quella iniziale di partenza per la quarta volta in cinque Gran Premi in stagione. Lo spagnolo dell'Aston Martin è classificato nella stessa posizione che aveva ottenuto nel suo ultimo Gran Premio di Cina, nella stagione 2018 con la McLaren. Hamilton termina nono dopo essere partito diciottesimo. Il britannico termina in questa posizione per la terza volta nelle ultime quattro corse. Con la decima posizione, Hülkenberg ottiene punti per la terza volta negli ultimi quattro Gran Premi, dopo averli conquistati solamente in un gara della precedente stagione. Il tedesco eguaglia Andrea De Cesaris per il maggior numero di partenze (208) senza una vittoria. L'undicesima posizione di Ocon è il miglior risultato in stagione dell'Alpine, che ottiene la nona posizione in classifica costruttori ai danni della Sauber. Entrambe le RB sono ritirate per la prima volta nella storia del costruttore sotto questa denominazione.
Verstappen trionfa nel trentesimo Gran Premio differente, a una lunghezza dal record di Hamilton, e sul ventiseiesimo circuito diverso, a cinque lunghezze dal record detenuto sempre dal britannico. Il pilota della Red Bull Racing è il decimo vincitore diverso nel Gran Premio di Cina, il primo di nazionalità olandese, e il terzo per la scuderia austriaca dopo Sebastian Vettel nel 2009 e Ricciardo nel 2018. Il campione del mondo vince per la trentunesima volta in carriera dopo essere partito dalla pole position, e ottiene il centoduesimo podio, a una lunghezza da Kimi Räikkönen, al sesto posto generale. Il leader del campionato vince la ventunesima gara delle ultime ventitré disputate, con Sainz Jr. vincitore delle altre due. Verstappen vince la Sprint e il Gran Premio nello stesso fine settimana per il terzo weekend di gara consecutivo con il formato della gara breve. L'olandese è stato battuto in un Gran Premio solo due volte negli ultimi trecentocinquantasette giorni, entrambe da Sainz Jr.. La Red Bull Racing pareggia il numero dei successi della McLaren in questo appuntamento, con tre, eguipaggiando anche tre propulsori diversi, e vince solamente per la seconda volta sul circuito di Shanghai nell'era turbo-ibrida iniziata nella stagione 2014. Entrambe le vetture austriache terminano a podio per la prima volta dall'edizione del 2011.
Norris estende il proprio record quale pilota con il maggior numero di podi senza una vittoria, con quindici. Per il britannico è l'ottavo secondo posto in carriera, sette dei quali ottenuti negli ultimi diciotto Gran Premi. Egli eguaglia Nick Heidfeld sia per otto secondi posti senza vincere la corsa, sia per otto Gran Premi condotti in testa senza uscirne vincitore, e Patrick Depailler, Jean Alesi, Mika Häkkinen e Eddie Irvine, i quali hanno ottenuto quindici podi prima di vincere una corsa. Norris detiene anche il record di tutti i tempi del maggior numero di punti (691) senza aver vinto una gara. Pérez non è riuscito a vincere la corsa dalle sue ultime quattro partenze dalla prima fila. Il vincitore del Gran Premio è sempre stato appannaggio di Verstappen quando il messicano è partito secondo dietro al compagno di squadra. Per Alonso è il venticinquesimo giro più veloce in carriera, il primo da quello ottenuto nel Gran Premio d'Olanda 2023, ed eguaglia Mika Häkkinen al nono posto di sempre.
I meccanici della Red Bull Racing stabiliscono il primato stagionale di tempo per una sosta ai box durante un pit stop di Verstappen, con 1"90. È anche la decima sosta più rapida effettuata nella storia della categoria. Il precedente record apparteneva sempre alla scuderia austriaca per una sosta ai box sempre dell'olandese, con 2"08 nel precedente Gran Premio del Giappone. La scuderia di Milton Keynes, anche in altri due pit stop di Pérez, batte il tempo stabilito a Suzuka, rispettivamente con 2"00 e 2"05. È stato il terzo più lento Gran Premio di Cina della storia sul tempo della distanza di gara dopo il debutto nella stagione 2004, corso alla media di 181,450 km/h. A partire dall'edizione del 2014, stagione in cui debuttarono i propulsori ibridi, esso è stato vinto solo dalla Mercedes e dalla Red Bull Racing. È stato il primo Gran Premio dell'anno in cui un costruttore non ha ottenuto una doppietta. Il podio è lo stesso, in qualsiasi ordine, per la terza volta nella storia della categoria.
Sono stati cancellati cinque tempi dai commissari sportivi ai piloti per non aver rispettato i limiti della pista, durante la gara. Si sono visti cancellare il tempo due volte Pierre Gasly (una volta alla curva 14 e una volta alla curva 6), una volta Nico Hülkenberg, Logan Sargeant e Alexander Albon (alla curva 6).

### Risultati
I risultati del Gran Premio sono i seguenti:
| Pos | Nº | Pilota           | Costruttore                  | Giri | Tempo/Ritiro                | Griglia | Punti |
| --- | -- | ---------------- | ---------------------------- | ---- | --------------------------- | ------- | ----- |
| 1   | 1  | Max Verstappen   | Red Bull Racing-Honda RBPT   | 56   | 1h40'52"554                 | 1       | 25    |
| 2   | 4  | Lando Norris     | McLaren-Mercedes             | 56   | +13"773                     | 4       | 18    |
| 3   | 11 | Sergio Pérez     | Red Bull Racing-Honda RBPT   | 56   | +19"160                     | 2       | 15    |
| 4   | 16 | Charles Leclerc  | Ferrari                      | 56   | +23"623                     | 6       | 12    |
| 5   | 55 | Carlos Sainz Jr. | Ferrari                      | 56   | +33"983                     | 7       | 10    |
| 6   | 63 | George Russell   | Mercedes                     | 56   | +38"724                     | 8       | 8     |
| 7   | 14 | Fernando Alonso  | Aston Martin Aramco-Mercedes | 56   | +43"414                     | 3       | 7     |
| 8   | 81 | Oscar Piastri    | McLaren-Mercedes             | 56   | +56"198                     | 5       | 4     |
| 9   | 44 | Lewis Hamilton   | Mercedes                     | 56   | +57"986                     | 18      | 2     |
| 10  | 27 | Nico Hülkenberg  | Haas-Ferrari                 | 56   | +1'00"476                   | 9       | 1     |
| 11  | 31 | Esteban Ocon     | Alpine-Renault               | 56   | +1'02"812                   | 13      |       |
| 12  | 23 | Alexander Albon  | Williams-Mercedes            | 56   | +1'05"506                   | 14      |       |
| 13  | 10 | Pierre Gasly     | Alpine-Renault               | 56   | +1'09"223                   | 15      |       |
| 14  | 24 | Zhou Guanyu      | Kick Sauber-Ferrari          | 56   | +1'11"689                   | 16      |       |
| 15  | 18 | Lance Stroll     | Aston Martin Aramco-Mercedes | 56   | +1'22"786                   | 11      |       |
| 16  | 20 | Kevin Magnussen  | Haas-Ferrari                 | 56   | +1'27"533                   | 17      |       |
| 17  | 2  | Logan Sargeant   | Williams-Mercedes            | 56   | +1'35"110                   | PL      |       |
| Rit | 3  | Daniel Ricciardo | RB-Honda RBPT                | 33   | Danni da incidente          | 12      |       |
| Rit | 22 | Yuki Tsunoda     | RB-Honda RBPT                | 26   | Collisione con K. Magnussen | 19      |       |
| Rit | 77 | Valtteri Bottas  | Kick Sauber-Ferrari          | 19   | Motore                      | 10      |       |

Fernando Alonso riceve un punto addizionale per aver segnato il giro più veloce della gara.

## Classifiche mondiali

### Piloti
| Pos | Pilota           | Punti |
| --- | ---------------- | ----- |
| 1   | Max Verstappen   | 110   |
| 2   | Sergio Pérez     | 85    |
| 3   | Charles Leclerc  | 76    |
| 4   | Carlos Sainz Jr. | 69    |
| 5   | Lando Norris     | 58    |
| 6   | Oscar Piastri    | 38    |
| 7   | George Russell   | 33    |
| 8   | Fernando Alonso  | 31    |
| 9   | Lewis Hamilton   | 19    |
| 10  | Lance Stroll     | 9     |
| 11  | Yuki Tsunoda     | 7     |
| 12  | Oliver Bearman   | 6     |
| 13  | Nico Hülkenberg  | 4     |
| 14  | Kevin Magnussen  | 1     |

### Costruttori
| Pos | Costruttore                  | Punti |
| --- | ---------------------------- | ----- |
| 1   | Red Bull Racing-Honda RBPT   | 195   |
| 2   | Ferrari                      | 151   |
| 3   | McLaren-Mercedes             | 96    |
| 4   | Mercedes                     | 52    |
| 5   | Aston Martin Aramco-Mercedes | 40    |
| 6   | RB-Honda RBPT                | 7     |
| 7   | Haas-Ferrari                 | 5     |

## Decisioni della FIA
Al termine della gara, Pierre Gasly viene convocato dai commissari sportivi a seguito di un incidente verificatosi durante lo svolgimento di una sosta ai box. L'Alpine viene sanzionata di 10 000 euro da parte della Federazione. Nico Hülkenberg e Daniel Ricciardo vengono convocati in quanto il pilota australiano ha superato quello tedesco sotto il regime di safety car. Ricciardo viene sanzionato con dieci secondi sul tempo di gara. L'australiano, ritirato dalla corsa e non in grado di scontare la penalità, viene quindi penalizzato di tre posizioni sulla griglia di partenza del successivo Gran Premio di Miami, e di due punti sulla superlicenza.
Durante la gara, Lance Stroll è stato penalizzato di dieci secondi e di due punti sulla superlicenza per aver causato una collisione con Ricciardo alla curva 14. La penalità è stata scontata durante una sosta ai box. Alexander Albon e Stroll non ricevono sanzioni dai commissari sportivi per aver forzato fuori dal tracciato, rispettivamente, Gasly alla curva 14 e Hülkenberg alla curva 6.
Alcuni giorni prima della disputa del successivo Gran Premio di Miami, l'Aston Martin chiede il diritto di revisione contro la penalità di dieci secondi sul tempo della Sprint e di tre punti sulla superlicenza al pilota spagnolo Fernando Alonso, reo di aver causato una collisione con il connazionale della Ferrari, Carlos Sainz Jr., alla curva 9. La penalità assegnata non ha avuto comunque effetto pratico in quanto Alonso è stato classificato ultimo. L'Aston Martin e la Ferrari vengono convocate nell'udienza che si tiene il successivo 3 maggio. L'incontro serve a determinare se il costruttore britannico abbia effettivamente presentato nuovi elementi significativi e rilevanti che non erano disponibili ai commissari sportivi al momento della decisione. Nel caso la scuderia britannica riesca a presentare nuovi elementi, viene fissata una seconda udienza. Il diritto di revisione dell'Aston Martin viene respinto; le prove portate sono state accettate, ma queste non sono state ritenute significative. Non è stata deliberata nessuna modifica alla decisione originale.